# ГЕС Абаніко
ГЕС Абаніко (ісп. Abanico) – гідроелектростанція в центральній частині Чилі у регіоні Біобіо (VIII Регіон). Знаходячись перед ГЕС Антуко, становить верхній ступінь каскаду у сточищі річки Laja, яка дренує однойменне озеро та впадає праворуч у другу за довжиною річку країни Біобіо (досягає Тихого океану в місті Консепсьйон).
В межах проекту річку Laja невдовзі після виходу з озера перекрили греблею висотою 13 метрів та довжиною 150 метрів, яка відводить ресурс до прокладеного по правобережжю дериваційного каналу. За півтора десятки років після початку роботи ГЕС проклали тунель, який починається в озері Laja на глибині в кілька десятків метрів нижче природного рівня та транспортує ресурс в долину річки Laja. Це дозволило перетворити озеро у водосховище з корисним об'ємом в кілька мільярдів м3. Окрім власного водозбору, з 1977 року до сховища перекидається ресурс із верхньої частини сточища Полкури (права притока Laja), де облаштовано три водозабори, два з яких за допомогою тунелів загальною довжиною 4 км під'єднані до центрального, від якого до озера прямує тунель довжиною 9 км. Втім, варто також відзначити, що ресурс з озера Laja подається й на іншу станцію – ГЕС Ель-Торо.
Зазначений вище дериваційний канал має довжину 7,1 км та завершується верхнім балансувальним резервуаром з площею поверхні 2100 м2 та глибиною до 9 метрів. Звідси ресурс через шість напірних водоводів довжиною по 270 метрів та діаметром по 2,3 метра подається до розташованого внизу, на березі річки Laja, машинного залу. В останньому у 1948-1952 роках ввели в експлуатацію чотири турбіни типу Френсіс потужністю по 21,5 МВт, а за сім років до них додали ще дві турбіни того ж типу по 25 МВт. Це обладнання працює при напорі у 147 метрів.
Видача продукції відбувається по ЛЕП, розрахованій на роботу під напругою 154 кВ.